# Tatiana Andréyeva
Tatiana Viacheslávovna Andréyeva –en ruso, Татьяна Вячеславовна Андреева– (Leningrado, 13 de enero de 1985) es una deportista rusa que compitió en piragüismo en la modalidad de aguas tranquilas. Ganó dos medallas en el Campeonato Europeo de Piragüismo de 2004.

## Palmarés internacional
| Campeonato Europeo | Campeonato Europeo | Campeonato Europeo | Campeonato Europeo |
| Año                | Lugar              | Medalla            | Competición        |
| ------------------ | ------------------ | ------------------ | ------------------ |
| 2004               | Poznań (Polonia)   | Medalla de plata   | K4 1000 m          |
| 2004               | Poznań (Polonia)   | Medalla de bronce  | K4 200 m           |